# Siegfried Taub

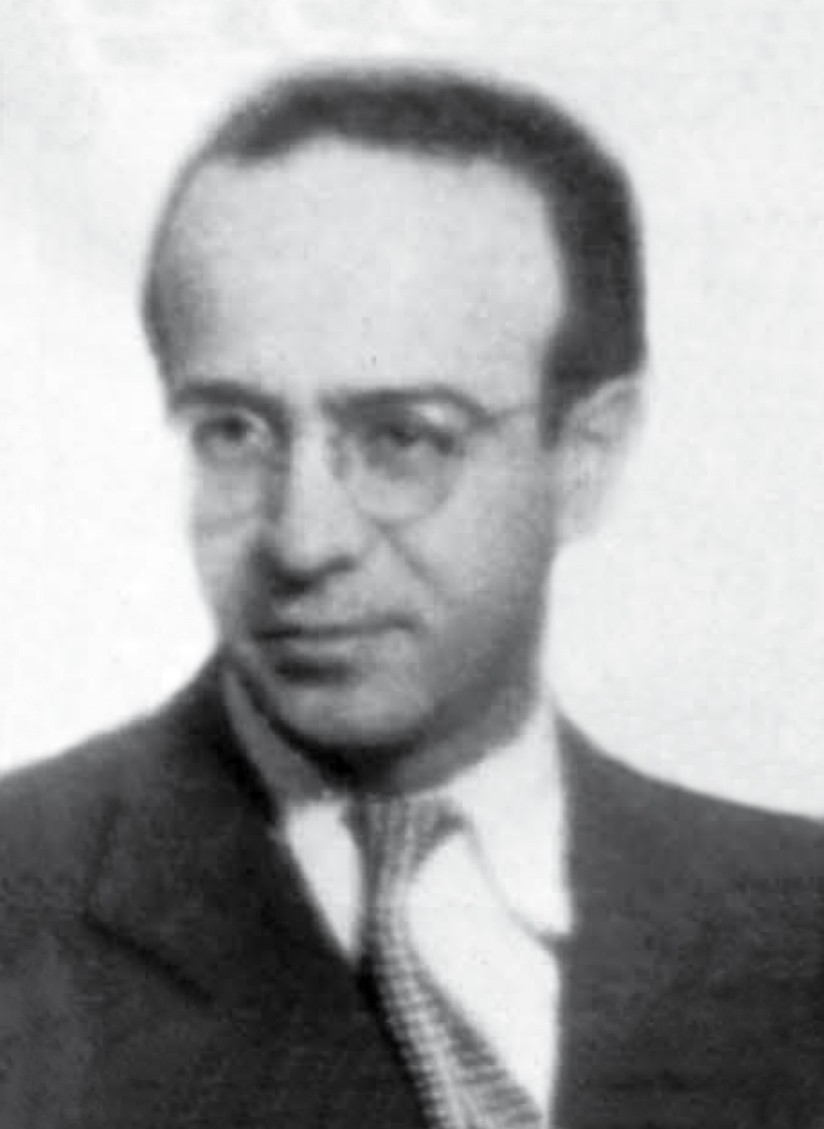
Jeho mladší syn Kurt Taub

Siegfried Taub (11. ledna 1876 Telč nebo Brno – 30. dubna nebo 1. května 1946 New York) byl československý politik německé národnosti (ve vzpomínkách jeho syna a snachy se ovšem hovoří, že pocházel z česky hovořící rodiny a angažmá v německé sociální demokracii bylo dáno jeho dlouholetým pobytem ve spíše německém Brně), meziválečný poslanec (ve třicátých letech místopředseda) Národního shromáždění za DSAP.

## Biografie
Pocházel z židovské rodiny v Telči. Zde vystudoval reálku. Vyučil se obchodním příručím, angažoval se v odborovém hnutí a pracoval v Jihlavě, Mladé Boleslavi a Klagenfurtu. Od roku 1902 byl úředníkem a v letech 1911–1925 i ředitelem okresní nemocenské pokladny v Brně. Byl aktivní v odborové organizaci úředníků. Od roku 1909 byl členem rakouské sociální demokracie na Moravě.
Od roku 1924 byl generálním tajemníkem německé sociální demokracie v ČSR (DSAP). Profiloval se jako odborník na otázky sociálního pojištění. Působil v Brně. V parlamentních volbách v roce 1920 byl zvolen za Německou sociálně demokratickou stranu dělnickou v ČSR do Národního shromáždění. Mandát obhájil v parlamentních volbách v roce 1925, parlamentních volbách v roce 1929 a parlamentních volbách v roce 1935. Mandát si podržel i za druhé republiky až do zrušení parlamentu po okupaci Československa.
Profesí byl tajemníkem. Podle údajů z roku 1935 bydlel v Praze.
Koncem 30. let 20. století pomáhal německým uprchlíkům, kteří se uchýlili do Československa. V letech 1938–1939 vedl vystěhovaleckou ústřednu DSAP v Praze. Po německé okupaci Československa se ihned 15. března 1939 skryl na britském velvyslanectví. Koncem března 1939 získal povolení k vycestování a společně s politikem Franzem Krejčím odešel do Polska. Za druhé světové války pobýval v exilu. Spolupracoval s československou emigrací okolo Edvarda Beneše. Jeho synem byl českoněmecký herec Valtr Taub.